# Mánager (béisbol)

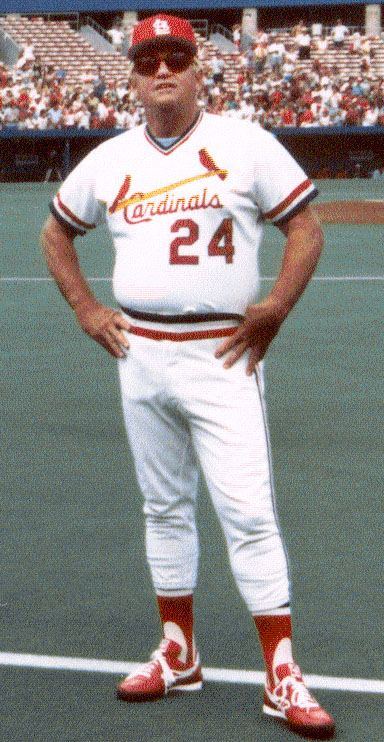
Whitey Herzog, mánager de los Cardenales de San Luis en 1983.

El mánager es el nombre dado al entrenador principal de un equipo de béisbol. Está asistido por un conjunto de instructores que lo asesoran y atienden en diferentes aspectos del juego, como instructores de lanzadores o de bateo. 

## Responsabilidades
El mánager se queda en el banquillo del equipo durante el partido y toma decisiones estratégicas durante el juego, como reemplazar jugadores. Antes del comienzo del partido, establece la alineación de los nueve bateadores que iniciaran el juego. Por lo general, es aconsejado por el instructor de lanzadores o el instructor del bullpen para proceder a cambiar a un lanzador. Es el encargado de ir al montículo para efectuar el cambio de lanzador durante el encuentro.
A diferencia de muchos entrenadores de otros deportes de equipo, el mánager utiliza el mismo uniforme que sus jugadores. La razón radica en que en los primeros días de este deporte las responsabilidades que realiza el mánager estaban atribuidas al capitán, que era también jugador. Los jugadores-entrenadores, una rareza en el béisbol contemporáneo, eran comunes en aquellos tiempos. Sin embargo, hay excepciones notables de exjugadores que no sentían la necesidad de utilizar uniforme una vez que se convertían en el mánager del equipo: Burt Shotton dirigió a los Brooklyn Dodgers vestido con un atuendo informal y una corbata de lazo, mientras que Connie Mack fue célebre a comienzos del siglo XX por usar un traje y corbata con sombreros de bombín, panamá o canotier.

## Relación con las árbitros

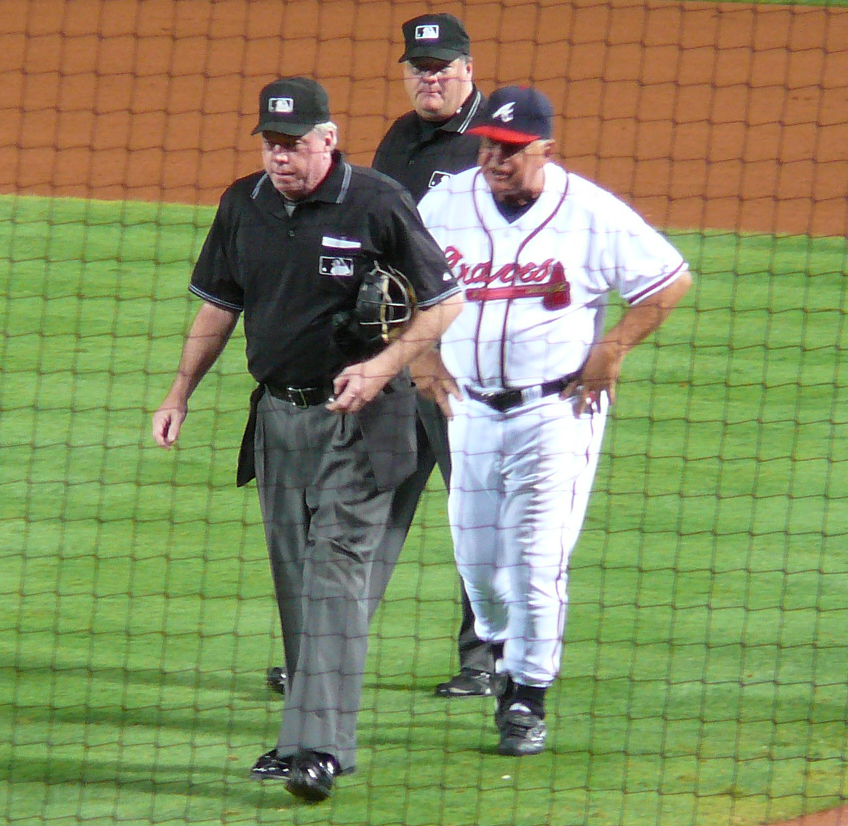
Bobby Cox (en blanco) escoltado por los árbitros.

A veces es necesario que el mánager discuta alguna decisión arbitral durante el juego, lo que puede llevar en algunos casos a intercambios bastante acalorados que se saldan con la expulsión del mánager. Bobby Cox es el mánager que más veces ha sido expulsado de un partido en la historia de las Grandes Ligas de los Estados Unidos: 158 veces en temporada regular y 3 veces en series eliminatorias, todo ello en 29 temporadas entre 1978 y 2010. Cox sin embargo no fue expulsado durante su breve carrera (dos temporadas) de jugador. Batió en 2007 el récord de John McGraw, expulsado 131 veces como mánager entre 1899 y 1932 y 14 veces como jugador entre 1891 y 1906. McGraw sigue ostentando el récord de mayor número de expulsiones durante una temporada de la Liga Nacional con 13 en 1905 como mánager de los New York Giants, mientras que las 12 expulsiones de Paul Richards con los Baltimore Orioles en 1956 representan un récord para la Liga Americana. Para la temporada de 2014, el mánager activo con el mayor número de expulsiones es Bruce Bochy, con 63.

## Jerarquía
En el organigrama de un equipo, el mánager está subordinado al gerente general. El general es el responsable de la contratación de jugadores, instructores y mánagers. Negocia contratos e intercambios con otros equipos, pero no interviene en las decisiones tomadas durante el partido.

## Salón de la fama del béisbol

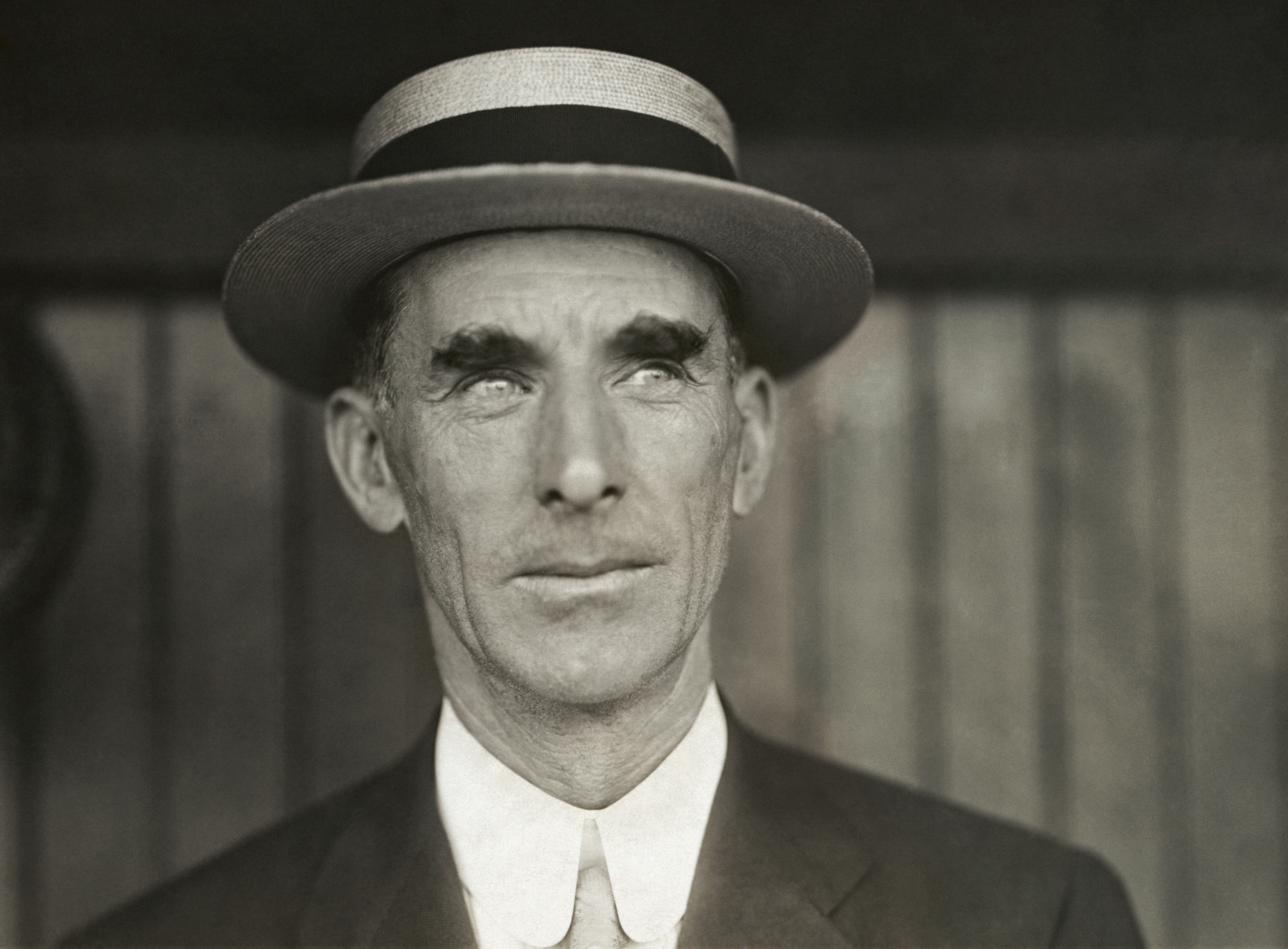
Connie Mack en 1911, mientras que dirigía a los Athletics de Filadelfia.

En las Grandes Ligas, numerosos mánagers han marcado la historia del béisbol y han sido exaltados al Salón de la fama del béisbol. Para 2014, 23 personas han sido exaltadas como mánagers, aunque entre ellos algunos han accedido por sus logros como jugador antes que empezaran a dirigir.  
Entre estas 23 personalidades, se encuentran Connie Mack, Casey Stengel, Earl Weaver, Al Lopez, John McGraw, Joe McCarthy, Sparky Anderson, Whitey Herzog, Dick Williams, Bobby Cox, Tony La Russa, Tommy Lasorda y Joe Torre.
Entre los mánagers que fueron exaltados al Salón de la fama como jugadores se encuentran Yogi Berra, Lou Boudreau, Bob Lemon, Frank Robinson, Red Schoendienst, Rogers Hornsby o Nap Lajoie. En 2015, dos mánagers en activo fueron exaltados al Salón de la fama por su carrera como jugadores: Ryne Sandberg de los Phillies de Filadelfia y Paul Molitor de los Twins de Minnesota.